# جامعة ميونخ التقنية
جامعة ميونخ التقنية (بالألمانية:  Technische Universität München (TUM))، وتسمى اختصارًا توم (TUM)، هي الجامعة التقنية الأولى في ولاية بافاريا، ألمانيا. تُعد جامعة ميونخ التقنية إحدى أكبر الجامعات التقنية الألمانية التسعة TU9 وتحتل في الأعوام الأخيرة إحدى المراتب الاربعة الأولى بين كافة الجامعات الألمانية. يقع المبنى الرئيسي للجامعة في مدينة ميونخ وتنتشر كلياتها ما بين ميونخ، غارشينج (Garching)، فايهِنشتيفان (Weihenstephan) ومستشفى ريشتس أن دير إيزار (Rechts an der Isar).
تأسست الجامعة في عام 1868 على يد الملك لودفيغ الثاني ملك بافاريا، ولديها حاليًا أحرام جامعية إضافية في غارشينج، و فرايزينغ، و هايلبرون، و شتراوبينغ، كما يوجد لها فرع في سنغافورة، ويعتبر حرم غارشينج هو الأكبر من جميع الفروع. تنقسم الجامعة إلى كليات، وتسمى بعضها مدارس، وتدعمها العديد من مراكز الأبحاث، كما تعتبر أكبر الجامعات في ألمانيا من حيث عدد الطلاب، حيث تضم 52.580 طالبًا وتبلغ ميزانيتها السنوية 1.839.2 مليون يورو بما في ذلك المستشفى الجامعي.
كما تعد الجامعة من الجامعات الحائزة على مرتبة التميز في إطار مبادرة التميز في الجامعات الألمانية ومن الجامعات الرائدة في الاتحاد الأوروبي. من بين باحثيها وخريجيها حاز 18 منهم على جائزة نوبل و24 من الفائزين بجائزة لايبنيز.
تقدم الجامعة أكثر من 180 برنامج دراسي في المجالات الأساسية وهي العلوم الطبيعية والهندسة والطب. إضافة إلى الرياضيات وعلوم الكمبيوتر والرياضة والعلوم الصحية والهندسة المعمارية والعلوم الاجتماعية وخاصة الاقتصاد وتدريب المعلمين والعلوم السياسية.

## الكليات
يتكون طاقم الجامعة من 395 بروفيسور و 4160 أكاديمي 
تضم جامعة ميونخ 13 كلية:
- الهندسة المعمارية
- إدارة الأعمال
- الكيمياء
- الهندسة المدنية والمساحة
- الهندسة الكهربائية والالكترونية
- علم الحاسوب
- الرياضيات
- الهندسة الميكانيكية
- الطب
- الفيزياء
- علم الرياضة
- التعليم
- مركز علوم الحياة والغذاء

## المعاهد والمرافق الأخرى التابعة للجامعة خارج حرم الجامعة الرئيسي
- ميونخ

أبحاث الخشب، ميونيخ، في شارع فينزر، فايهنشتيفان
معهد كيمياء المياه والعلاج الكيميائي (مارشيوني شتراسه، بالقرب من مستشفى غروس هادرن)
معهد أخلاقيات الذكاء الاصطناعي، مارس شتراسه
- غارشنج

مدرسة ميونيخ للهندسة الحيوية (أبحاث وتدريس لتخصصات متعددة في الهندسة الحيوية والفيزياء الطبية والمعلوماتية الطبية)
كلية ميونيخ للهندسة (أبحاث متعددة التخصصات والتدريس بين أعضاء هيئة التدريس)
معهد الدراسات المتقدمة (IAS)
- فايهنشتيفان/فرايسينغ

المركز البافاري المعتمد من DFG لقياس الطيف الكتلي الجزيئي الحيوي (BayBioMS)
كرسي أستاذ الإنتاج و اقتصاديات الموارد للعمليات الزراعية (PUR)
كرسي أستاذ تكنولوجيا تغليف المواد الغذائية بالتعاون مع معهد فراونهوفر لهندسة العمليات والتعبئة والتغليف (IVV)
المعهد المركزي لأبحاث التغذية والأغذية (ZIEL) "معهد الغذاء والصحة"
- شتراوبينغ

الحرم الجامعي للبحث والتدريس متعدد التخصصات مع التركيز على التكنولوجيا الحيوية والاستدامة (مركز شتراوبينج للعلوم سابقًا كمركز متخصص للمواد الخام المتجددة)
- هايلبرون

حرم جامعي للبحوث الاقتصادية والتدريس مع التركيز على شركات التكنولوجيا الفائقة متوسطة الحجم اعتبارًا من عام 2018
- أوغسبورغ

مركز تطبيق تكنولوجيا الإنتاج
بيت مشروع أوغسبورغ
- بورغهاوزن

مركز أكاديمية توم رايتنهاسلاخ في دَير رايتنهاسلاخ السابق
مركز أكاديمية توم رايتنهاسلاخ
- أيشيناو

معهد ماكس كنايسل للجيوديسيا
- إيفيلدورف

محطة البحوث الليمنولوجية
- إنغولشتات

معهد إنجولشتات (INI.TUM)
- أوبرناخ أم فالتشينسي

معهد أوسكار فون ميلر: معهد أبحاث الهندسة الهيدروليكية وإدارة المياه في أوبرناخ آم فالتشينسي
- مواقع توم ميونخ في سنغافورة

المعهد الألماني للعلوم والتكنولوجيا (توم آسيا)
توم كرييت سنغافورة
منطقة الدخول إلى توم آسيا (TUM Asia)
- تاوفكِيرشِن /أوتوبرون

"مركز الطحالب الفني" في حرم لودفيغ بولكوف الجامعي (منشأة اختبار لإنتاج الكيروسين الحيوي والمواد الكيميائية من الطحالب، بالتعاون مع إيرباص)
- فيتزل

منشأة أبحاث الجيوديسيا الفضائية